# Freycinetia lacinulata
Freycinetia lacinulata är en enhjärtbladig växtart som beskrevs av Ryozo Kanehira. Freycinetia lacinulata ingår i släktet Freycinetia och familjen Pandanaceae. Inga underarter finns listade.